# Cucioaia Nouă, Telenești
Cucioaia Nouă este un sat din cadrul comunei Ghiliceni din raionul Telenești, Republica Moldova.